# Gary Jules
Gary Jules (Fresno, Kalifornija; 19. ožujka 1969.), američki pjevač i tekstopisac, najpoznatiji po obradi pjesme "Mad World" koju je snimio zajedno s Michaelom Andrewsom za film Donnie Darko.

## Diskografija

### Albumi
- 1998. - Greetings from the Side
- 2001. - Trading Snakeoil for Wolftickets
- 2006. - Gary Jules
- 2008. - Bird

### Singlovi
- 2003. - Mad World (obrada)